# 魂飛魄散
《魂飛魄散》（英語：Stigmata）是一部1999年超自然驚悚片，由Rupert Wainwright執導，主演包含帕特里夏·阿奎特、加布里埃尔·伯恩、尊尼芬·帕斯、妮雅·隆與Rade Šerbedžija.

## 演員
- 帕特里夏·阿奎特飾演Frankie Paige
- 加布里埃尔·伯恩飾演Andrew Kiernan神父
- 尊尼芬·帕斯飾演Daniel Houseman主教
- 妮雅·隆飾演Donna Chadway
- Rade Šerbedžija（英语：Rade Šerbedžija）飾演Marion Petrocelli
- 恩里克·克蘭東尼飾演Dario神父
- Jack Donner（英语：Jack Donner）飾演Paulo Alameida神父
- Thomas Kopache（英语：Thomas Kopache）飾演Durning神父
- Dick Latessa（英语：Dick Latessa）飾演Gianni Delmonico神父
- 波蒂亞·德·羅西飾演Jennifer Kelliho
- Patrick Muldoon（英语：Patrick Muldoon）飾演Steven
- Ann Cusack（英语：Ann Cusack）飾演Dr. Reston

## 評價
影評人給予本片的評價普遍不佳。爛番茄根據93篇影評給出22%的「新鮮度」。Metacritic收集31篇影評，給出加權平均數28，代表「負面評論為主」。加布里埃尔·伯恩因本片和《魔鬼末日》入圍金酸莓獎最差男配角。

## 外部連結
- 互联网电影数据库（IMDb）上《魂飛魄散》的资料（英文）
- AllMovie上《魂飛魄散》的资料（英文）
- Box Office Mojo上《魂飛魄散》的資料（英文）
- 爛番茄上《魂飛魄散》的資料（英文）